# Gil Amelio
Gilbert Frank Amelio (Nova Iorque, 1 de março de 1943) é um físico estadunidense.
Amelio estudou física, obtendo um doutorado no Instituto de Tecnologia da Geórgia. Em 1991 recebeu o IEEE Masaru Ibuka Consumer Electronics Award, por sua contribuição ao desenvolvimento de dispositivos de carga acoplada.
Foi diretor executivo (CEO) da National Semiconductor, de 1991 a 1996, e depois sucedeu Michael Spindler como CEO da Apple, sucedido neste cargo por Steve Jobs.

## Obras
- Profit from experience: The National Semiconductor story of transformation management. Van Nostrand Reinhold, New York 1996. ISBN 978-0-442-02055-2
- On the firing line: My 500 days at Apple. Harper Business, New York 1998. ISBN 978-0-88730-918-2